# جاكي وو
جاكي وو (بالصينية: 吳宗憲) هو مغني ومقدم تلفزيوني وممثل تايواني، ولد في 26 سبتمبر 1962 في تايوان.

## وصلات خارجية
- جاكي وو على موقع IMDb (الإنجليزية)
- جاكي وو على موقع ميوزك برينز (الإنجليزية)
- جاكي وو على موقع ديسكوغز (الإنجليزية)
- جاكي وو على موقع قاعدة بيانات الفيلم (الإنجليزية)